# Nem tudhatom…
A Nem tudhatom… Radnóti Miklós egyik legismertebb költeménye, a szülőföldet megidéző nagy magyar versek egyik kiemelkedő alkotása. A vers megható hitvallás a hazáról, a hazaszeretetről, amelyhez még elgyötörten is ragaszkodik annak ellenére, hogy kitagadta a költőt. Radnóti 1944 januárjában írta a verset, mely a magyar műveltség, a nemzettudat alaprétegéhez tartozik. A mű ellentmondásos politikai és társadalmi időszakban keletkezett, a költő súlyos erkölcsi és lelki válsága közepette, mintegy költői válaszként. Személyes sorsához kötve, de saját veszélyeztetettségén túlemelkedve szemléli művében a világot, aki az üldöztetés ellenére vállalta magyarságát és nem ingott meg a haza szeretetében. Fájdalmas hitelét és szépségét az adja, hogy nem használ nagy szavakat, hanem apró, személyes lírai képekben vall arról, mit jelent számára a haza. A vers utolsó sora aggodalmat, a nemzetért érzett felelősséget árasztva borul a költeményre. Az alkotás a nemzeti felemelkedés egyik jelképe. Számos nyelvre lefordították, többek között angol, francia, héber, német, olasz, orosz, román nyelvekre, de azerbajdzsáni, bolgár, eszperantó, hindi, kazah, lett, litván és spanyol fordítása is létezik.
A 20. század talányosan nagy hazafias verse

## Története

### Előzmények
Európa a második világháború utolsó éveiben járt, amikor a háborús pusztítások még nem érték el Magyarországot, de a zsidó népességet már számtalan megkülönböztető törvény sújtotta. Radnóti sem taníthatott. Alkalmi munkákból élt és többször elvitték munkaszolgálatra is, ahol megalázó feltételek mellett élt és dolgozott. Magányos hazaszeretetről szóló versét, ilyen körülmények között kezdte el írni 1943-ban, közel egy évvel azelőtt, hogy a magyar katonák [abdai gyilkosok] lemészárolták. 

### Keletkezése
Radnóti akkor írta versét, amikor az embereket származásuk szerint megkülönböztették egymástól, és a zsidó származású magyarokat üldözték. A Nem tudhatom... hosszabb művészi érlelődés és letisztulási folyamat eredménye. Az időpontokat mindig gondosan jelölő költő dátumozása bizonyítja, hogy a Bálint György emlékének szentelt Ötödik ecloga, valamint a Dési Huber István emlékét idéző Nem bírta hát...  megírása közötti időszakra tehető a vers külső keletkezéstörténete.
„Már sárga csillagot viselve írta meg a 20. század szózatát”
1943 végén már majdnem egészen elkészült a vers, de csak 1944. január 17-én került pont végső változatára, nem sokkal azelőtt, hogy Radnóti behívót kapott a heidenaui lágerbe. Kétségtelen, hogy az elégikus indíttatású és alaphangú, de végső kicsengésében nemes pátoszú költemény inspirációja nem annyira a korból, a magyar társadalmi valóságból fakad, mint inkább egy csodálatosan tiszta és etikus lélek belső forrásaiból.

### Fogadtatása
A költemény a költő halála után jelent meg, az Új Magyarország című hetilap 1945. július 10-i számában, majd pedig a Tajtékos ég című, még a költő életében összeállított utolsó versválogatásában, amely 1946-ban jelent meg posztumusz kötetként.
A keletkezés idején sokan zavart értetlenséggel, fenntartásokkal fogadták a verset. A bekövetkező német megszállás és nyilas hatalomátvétel előtti időszakban Radnóti hitvallását a hazáról a legtöbben nem tudták és nem is akarták vállalni. Sokan csak később értették meg, hogy az emberi jogaiból kitagadott költő ebben a versben perelte vissza hazáját. A 60-as és 70-es években olyan gyakran szavalták ünnepségeken, versmondó versenyeken, hogy félni lehetett attól, hogy költői mondandója beleszürkül hétköznapjaink világába, szépsége megkopik. A vers időtálló lett. Korokon túlmutató eszmeiségének, mélyről sugárzó esztétikai értékeinek érdeme, hogy kiállta az idő próbáját.

## Témája
A versben a kitagadott lírai alany hitet tesz hazaszeretetéről, hűségéről, elkötelezettségéről. A költő a legszemélyesebb emlékeit sorolja fel, amikor számba veszi, hogy neki mi mindent jelent a hazai táj. Radnóti egyik nagy erénye az életszerűség. Érzékeny minden apró rezdülésre, mely az élet féltett szépségét fejezi ki. Kedvesség van a sok gyereket nevelő bakter, s a gyár udvarán hempergő házőrző említésében. A park a költő régi szerelme színhelyét idézi, az utca köve pedig iskoláskorát egy maradandó emlékével. Ezekhez képest a pilóta látásmódja szörnyen embertelen és szegényes: ő nem az életet nézi, hanem, hogy mit semmisítsen meg.

## Műfaja
A költemény az óda műfajába tartozik. Radnóti legkimagaslóbb költői erényeit egyesíti a vers. A dialektikus szemlélet, ódai pátosz, illetve az idill és az elégikus borongás összhangját. Radnóti elégiájában a szemlélődés — a személyes emlékekkel együtt — a haza szeretetében erősít meg: hibáival, bűneivel együtt vállalja a költő a hazát. 

## Szerkezete
Nem tudhatom, hogy másnak e tájék mit jelent,

nekem szülőhazám itt e lángoktól ölelt

kis ország, messzeringó gyerekkorom világa.

Belőle nőttem én, mint fatörzsből gyönge ága

s remélem, testem is majd e földbe süpped el.

Itthon vagyok. S ha néha lábamhoz térdepel

egy-egy bokor, nevét is, virágát is tudom,

tudom, hogy merre mennek, kik mennek az uton,

s tudom, hogy mit jelenthet egy nyári alkonyon

a házfalakról csorgó, vöröslő fájdalom.

Ki gépen száll fölébe, annak térkép e táj,

s nem tudja, hol lakott itt Vörösmarty Mihály,

annak mit rejt e térkép? gyárat s vad laktanyát,

de nékem szöcskét, ökröt, tornyot, szelíd tanyát,

az gyárat lát a látcsőn és szántóföldeket,

míg én a dolgozót is, ki dolgáért remeg,

erdőt, füttyös gyümölcsöst, szöllőt és sírokat,

a sírok közt anyókát, ki halkan sírogat,

s mi föntről pusztitandó vasút, vagy gyárüzem,

az bakterház s a bakter előtte áll s üzen,

piros zászló kezében, körötte sok gyerek,

s a gyárak udvarában komondor hempereg;

és ott a park, a régi szerelmek lábnyoma,

a csókok íze számban hol méz, hol áfonya,

s az iskolába menvén, a járda peremén,

hogy ne feleljek aznap, egy kőre léptem én,

ím itt e kő, de föntről e kő se látható,

nincs műszer, mellyel mindez jól megmutatható.

Hisz bűnösök vagyunk mi, akár a többi nép,

s tudjuk miben vétkeztünk, mikor, hol és mikép,

de élnek dolgozók itt, költők is bűntelen,

és csecsszopók, akikben megnő az értelem,

világít bennük, őrzik, sötét pincékbe bújva,

míg jelt nem ír hazánkra újból a béke ujja,

s fojtott szavunkra majdan friss szóval ők felelnek.

Nagy szárnyadat borítsd ránk virrasztó éji felleg.
(1944. január 17.)
A költemény három részre tagolható. A sorhosszúság változó, többnyire 13-14 szótagos sorok jellemzik. Minden különálló szerkezeti egység egy többszörösen összetett mondat. Páros (AABB) rímelésű. A tipográfiai szempontból, szerkezeti egységként is elkülönülő 36 (28 +7+1) sorból álló, verstani szempontból a költemény kétjegyű, hárommorás, emelkedő verslábakból, 7 + 6-os, a negyedik és az utolsó négy sorban pedig 7 + 7-es jambusokból épül fel. Radnóti jellemző szerkesztési elve ebben a versében is érzékelhető, miszerint szabályossága annál szembetűnőbb, minél nagyobb a zűrzavar a külvilágban. Mintha a háború borzalmait, a belső rend harmóniájával igyekezne ellensúlyozni. A költemény számszerűségét tekintve is tudatosan megkomponált. A költő 36. születésnapjához közeledtével, gondolatait 36 sorban foglalta össze. Az első 28 sor a költő életének, első 28 évének lírai összegezése. Ezt követi, az időfolyamatot a jelenkorig vezető hétsoros.

## A vers elemzése

### Első rész (1-10. sor)
A költemény a költő személyes érzelmeivel indul, amely hitvallás a hazaszeretetéről. A „messzeringó” költői jelző hanghatásaival a gyermekkori bölcsőt idézi fel. A fa hasonlat gyakran visszatérő motívum, egy ősi toposz mely mindig is az életet jelképezte.  A két költői eszköz együtt idézi fel Vörösmarty Szózatát. A 6. sor mondata a vers alaphelyzetét fejezi ki. A következő sorokban ezt a gondolatot, apró életképek sorával fejti a költő és érzéseit a tudom háromszori ismétlésével erősíti meg. Számára a haza ismerős bokrokat, virágokat, embereket és ismerős fájdalmakat jelent, amelyeket a háború pusztításai okoztak. A nyári alkony színei a fehér falakon, a lecsorgó vért juttatják eszébe.

### Második rész (11-28. sor)
Ez a rész egyetlen mondatból áll, melyben képzeletbeli párbeszéd folyik a költő és a bombázó repülőgép pilótája között. Radnóti érveket sorakoztat fel a pilóta számára, hogy miért ne pusztítsa el az országot. A szerkesztés elve szerint a pilóta fentről szemléli a tájat, mintegy térképet, míg a költő lentről. Azaz testközelből érzékelteti az életeseményeket, hiszen gyerekkora óta ismeri és szereti a táj legapróbb részleteit. Egyszer közelről mutatja be az életet, majd a levegőből, a repülőből. A versben szereplő egyetlen tulajdonnév, a „táj” -ra rímelő Vörösmarty Mihály neve, közvetlenül is belekerül a versbe. Ebben a részben a költő ellentétpárokkal dolgozik, amelyben a háborús célpontok a béke képeivel állnak szemben. Az idő- és térmozzanatok váltakozásából filmszerűen, szinte montázs-technikával jön létre a vízió összképe.  A „pusztítandó” célpontok Radnóti számára a hazát jelentik, amelyet ismer és szeret. A 17. sortól visszatérnek az első rész életképei, amelyben személyes emlékeit idézi fel. A tudás kétségtelen fölényét, lélektani hitelét konstatálva vonja le végkövetkeztetését, mondja ki a repülő és a költő tudásának, látóképességének versenyében az utolsó szót:  „ím itt e kő, de föntről e kő se látható, / nincs műszer, mellyel mindez jól megmutatható.”  sűrítik az időt. Itt nem a képek rendeződnek az idő szerint, hanem az idő rendelődik alá a képeknek.

### Harmadik rész (29-35. sor)
A vers első két részében, Radnóti 28 sorban foglalta össze a saját életének emlékezetes képeit – egyes szám első személyben fogalmazva.
A harmadik részben az elbeszélő többes szám első személyre vált és az egész nép nevében nyilvánítja ki meglátásait. A lezáró rész egy konklúzió. A zsoltárok Isten nagyságát dicsőítő stílusában szól a mindenhatóhoz és tesz szemrehányást az emberiség bűneire. A szomszédos népek bűnösnek kiáltottak ki bennünket, Radnóti azonban mélységes békevágytól vezetve vallja, nem lehet bűnös az egész nép, hiszen számtalan olyan tagja van aki „bűntelen” – az újszülöttektől kezdve a költőig. 
Az utolsó részben megidézi másik nagy nemzeti költeményünk Kölcsey Himnuszának eszméit:   „Hisz bűnösök vagyunk mi, akár a többi nép, / s tudjuk miben vétkeztünk, mikor, hol és mikép”  = „Hajh, de bűneink miatt / Gyúlt harag kebledben” ).
A külön egységet képező – nyomdatechnikailag is elkülönülő – zárómondat fohásza elkülönül az eddigi versfolyamtól.  A „Nagy szárnyadat borítsd ránk virrasztó éji felleg.” jelentéstartalmát, képzettársító körét több kutató és irodalomtanításunk is óvó-védő menedéknek magyarázza. A szóhasználat azonban jelzi (virrasztás = vigília), hogy a verset szakrális síkon is értelmezni lehet és kell is. Ebben a dimenzióban – ahogy a Bibliában is olvasható – a „virrasztó éji felleg” egyértelműen a Gondviselő Istent jelenti. Hozzá fohászkodik a költő. Radnóti ebben a legutolsó sorban, menedékért könyörög az Úrhoz az egész szenvedő emberiség számára. Világméretű összetartásra az ellenségeskedés megszűnésére utal.

## Megjelenése emlékműveken
- A vers kezdő sorai szerepelnek azon az ismeretlen időpontban (bizonyára az 1980-as évek elején vagy első felében) létesített emlékművön, amelyet a Lom-hegyi légvédelmi bázis területének közepe táján emeltek és a romos állapotú, 1996 óta elhagyatott bázison ma is áll.[12]